# Honda S600
La Honda S600 est un coupé cabriolet construit par Honda dans les années 1960. Elle est équipée d'un moteur 4 cylindres de 57 ch.

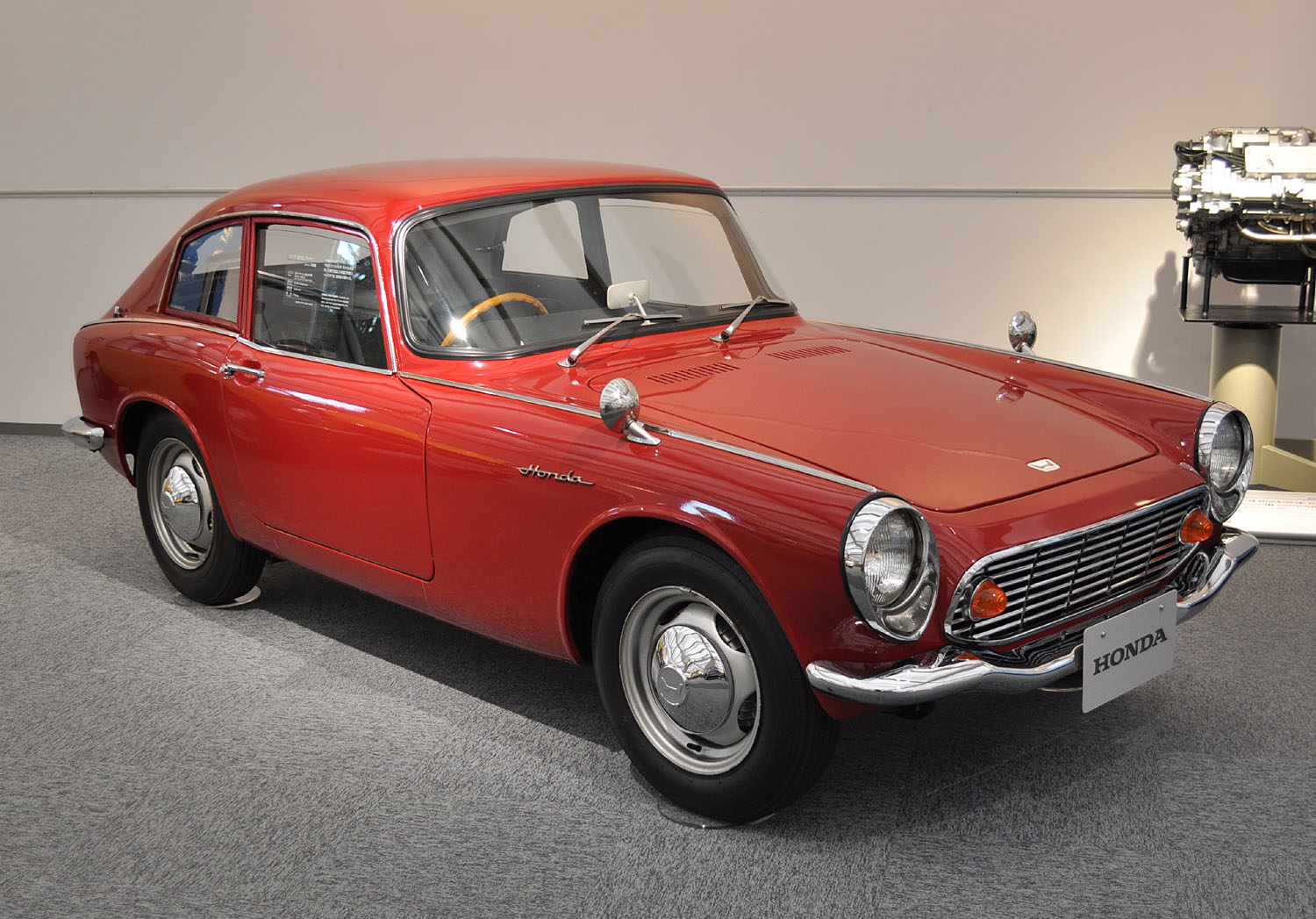
Honda S600 Coupé.

## Caractéristiques
Le moteur, alimenté par un arbre à cames en tête, refroidi par eau, est à quatre cylindres en ligne à quatre carburateurs Keihin. La cylindrée du moteur a été portée à 606 cm3, au lieu des 531 cm3 de la S500. Le moteur produisait 57 ch (43 kW) à 8 500 tr/min pour une vitesse maximale de 140 km/h. 
Le cabriolet ne pesant que 715 kg, la tôle supplémentaire du coupé n’ajoute que 15 kg au poids total. La suspension est indépendante avec entraînement par chaîne à rouleaux sous carter étanche pour chaque roue arrière.
La Honda S600 est connue comme la dernière voiture construite avec entraînement des roues par chaînes.